# Plany
Plany [ˈplanɨ] (trước đây là Plantage Đức) là một ngôi làng ở quận hành chính của Gmina Mieszkowice, trong Gryfino County, Zachodniopomorskie, ở tây bắc Ba Lan, gần với Đức biên giới. Nó nằm khoảng 2 kilômét (1 mi)  phía tây bắc Mieszkowice, 51 km (32 mi) phía nam Gryfino và 70 km (43 mi) phía nam thủ đô khu vực Szczecin.
Trước năm 1945, khu vực này là một phần của Đức. Đối với lịch sử của khu vực, xem Lịch sử của Pomerania.